# Hans Küsel
Hans Küsel (* 28. Februar 1870 in Gumbinnen; † 14. Juni 1951 in Wintershagen, Gemeinde Sierksdorf) war ein deutscher Konteradmiral der Kaiserlichen Marine.

## Leben
Hans Küsel war der älteste Sohn des Geheimen Regierungsrats Dr. Eduard Küsel, der von 1882 bis 1911 Direktor des Luisengymnasiums in Memel war. Hans Küsel trat am 15. April 1887 in die Kaiserliche Marine ein.
Mitte November 1893 wurde er zum Leutnant zur See befördert und kam im April 1894 auf die Moltke. Hier erhielt er Anfang Mai 1894 den Kronen-Orden 4. Klasse und Mitte des gleichen Monats das Ritterkreuz des Österreichischen Franz-Joseph-Ordens. Im August 1894 bekam er die Kommandierung auf die Baden. 1900 war er als Kapitänleutnant auf der Hansa.
Als Korvettenkapitän übernahm er im November 1905 für zwei Jahre die Iltis, welche bei der Ostasiatischen Station eingesetzt war.
Von Januar 1912 bis September 1915 war er als Kapitän zur See (Beförderung am 19. August 1911) Kommandant der Hessen und übernahm anschließend bis Dezember 1916 die Thüringen. Mit der Thüringen nahm er an der Skagerrakschlacht teil. Durch die dabei erfolgte Versenkung der Black Prince genoss er „Heldenstatus“.

## Kieler Matrosenaufstand
Ende 1916 wurde er Chef des Stabes der Marinestation der Ostsee. Am 18. September 1918 wurde er zum Konteradmiral befördert. Die Chefs der Marinestation wechselten von Oktober 1918 bis Januar 1919 von Gustav Bachmann über Wilhelm Souchon zu Gustav Noske und Gustav Garbe. Küsel aber blieb bis zum März 1919 Chef des Stabes in Kiel und wurde damit zu einer zentralen Figur beim Kieler Matrosen- und Arbeiteraufstand.
Küsel begann noch in seiner Dienstzeit 1919 eine umfassende Dokumentation der Ereignisse zu erstellen. Zuvor hatte er bei Konteradmiral Adolf von Trotha beantragt, die Stäbe der Hochseeflotte und der beiden Marinestationen (Ostsee und Nordsee) zusammentreten zu lassen, um dienstliche Berichte zu erstellen. Trotha verhinderte dies. Kuhl vermutet in seiner 2023 vorgelegten Präsentation und Analyse der Berichte der führenden Seeoffiziere in Kiel, dass Trotha befürchtete, die Sichtweise der Besatzungen und seine gravierenden Fehlentscheidungen als Stabschef beim Kommando der Hochseeflotte (Erklärung der Einsatzfähigkeit der Hochseeflotte und Fahrt des III. Geschwaders in das „Pulverfass“ Kiel) könnten auf diese Weise aktenkundig werden. Küsel kommentierte in einer handschriftlichen Notiz: Trotha scheue sich, den Flottenstab zusammentreten zu lassen, denn „Heldenhaftes würde dabei auch kaum herauskommen.“ Küsel aber arbeitete weiter zusammen mit Referenten der Marinestation der Ostsee auf der Grundlage des dort vorliegenden umfangreichen Materials an dem Berichtsentwurf. Er bat Souchon, den Entwurf eventuell zu ergänzen und zu korrigieren. Doch Souchon lehnte ab, ohne überzeugende Gründe vorzubringen. Kuhl vermutet, dass er wohl eine Mitschuld bei Küsel und Bachmann sah, ohne dass er dies klar zum Ausdruck bringen wollte. Nach Souchons ablehnender Haltung reichte Küsel den Entwurf nicht ein. Aber auf Grundlage dieser Arbeit erstellte er seine Dokumentation, die er im Jahr 1935 abschloss. Er fügte als Anhang umfangreiche Abschriften aus dem Aktenmaterial bei und schickte die von ihm „Beitrag“ genannte Arbeit im November 1935 an Admiral Erich Raeder mit der Bitte, sie nach Durchsicht an das Marinearchiv weiterzuleiten.
In seiner Analyse kommt Kuhl zu dem Ergebnis, dass Küsels Darstellungen einen umfassenden Blick in die damalige Machtzentrale in Kiel erlauben. Es müsse jedoch berücksichtigt werden, dass die Einlassungen deutliche Rechtfertigungstendenzen enthalten.
Anfang der 1930er Jahre warf der mit der Aufarbeitung der Vorgänge beauftragte Kapitän zur See Carl Wilhelm Weniger in seinem Entwurf für das marine-amtliche Werk „Der Krieg zur See“ „der obersten Stelle in Kiel“ – und damit insbesondere Küsel – vor, dass der Ausbruch in Kiel hätte vermieden werden können, wenn sie „von Anfang an den festen Willen zu erkennen gegeben hätte, jede Auflehnung mit allen Mitteln niederzuschlagen und dadurch den Offizieren eine Richtschnur für ihr Handeln gegeben hätte.“ Weniger stützte sich dabei hauptsächlich auf einen zeitnahen Bericht von Kapitän zur See Hugo von Waldeyer-Hartz, Teilnehmer an der entscheidenden Sitzung der Marineführung am 3. November 1918, auf der die Maßnahmen gegen die drohende Entwicklung beraten wurden. Waldeyer-Hartz behauptete, dass trotz Nachfragen die Anwendung von Waffengewalt nicht „ins Auge gefasst“ wurde. Doch in vier weiteren zeitnahen Berichte erklärten Sitzungsteilnehmer, es sei durchaus über militärische Maßnahmen gesprochen worden und einer der Teilnehmer wies später darauf hin, dass ja schließlich auf Souchons ausdrücklichen Befehl auf die Demonstranten geschossen worden sei.
Küsel jedoch schrieb in seinen „Beitrag“ eine Betonung der militärischen Maßnahmen hinein, die es wohl in der Form zu diesem Zeitpunkt nicht gegeben hatte, denn noch war man zuversichtlich, ähnlich wie die Seekriegsleitung und das Kommando der Hochseestreitkräfte, die Marineangehörigen in Gesprächen und Diskussionen davon überzeugen zu können, sich wieder den Offizieren zu unterstellen.
Besonders interessant ist Küsels Darstellung, dass die Stimmung im Seeoffizierkorps kurz nach dem Aufstand eher links gerichtet war. Dies wird auch von Bachmann bestätigt. Besonders die jüngeren Offiziere scheinen sich stark exponiert zu haben. Bachmann bezeichnet Kapitänleutnant Thorwald v. Bothmer als den radikalsten „Roten“, der die ranghöheren Seeoffiziere „abkanzelte“. Auch Küsel scheint sich vorübergehend nach links orientiert zu haben, so schreibt er etwa: „Eine ernste Pflicht für jeden Offizier wird es sein, sich für sich mit den grundlegenden Fragen des Sozialismus zu beschäftigen ....“ Doch der gegen den Widerstand der ranghöheren Seeoffiziere nach Kiel geschickte Korvettenkapitän Wilfried von Loewenfeld sorgte schnell für einen Stimmungsumschwung und Küsel beteiligte sich dann an der Disziplinierung der jüngeren Seeoffiziere.
Auch nachdem der Gouverneur und Chef der Marinestation Souchon auf Wunsch des Soldatenrats von Gustav Noske abgelöst wurde, blieb Küsel Stabschef. Er blieb dies auch als Noske Ende Dezember 1918 nach Kiel zurückkehrte und der Kieler Gewerkschaftsführer Gustav Garbe sein Nachfolger wurde. Doch im März 1919 setzte Noske die Einsetzung von Konteradmiral Hugo Meurer als Stationschef durch. Damit wurde Garbe zunächst zum Zivilgouverneur herabgestuft und dieses Amt schließlich ganz abgeschafft, auch weil der Belagerungszustand inzwischen aufgehoben war. Küsel wurde verabschiedet und neuer Stabschef der Station wurde Kapitän zur See Hans Seebohm.
Küsel starb am 14. Juni 1951 in Wintershagen bei Neustadt in Schleswig-Holstein.

## Werke (Auswahl)
- Über Eisenbahnen im westlichen Afrika. In: Marine-Rundschau, Band 11, 1900, S. 315–323